# Goodenia modesta
Goodenia modesta är en tvåhjärtbladig växtart som beskrevs av John McConnell Black. Goodenia modesta ingår i släktet Goodenia och familjen Goodeniaceae. Inga underarter finns listade i Catalogue of Life.